# Weltmeister EX6
WM Motor (Weltmeister) EX6 — среднеразмерный электромобиль-кроссовер, выпускавшийся китайским производителем WM Motor (кит. 威马汽车) под брендом Weltmeister. Впервые модель была представлена в 2019 году на Шанхайском автосалоне под названием Weltmeister EX6 Limited. Weltmeister EX6 Limited основан на концепт-каре EX6. Вместимость автомобиля варьируется от 5 до 6 мест. Поставки первых единиц клиентам начались через год после дебюта на рынке, в мае 2020 года. В течение следующих 6 месяцев было продано 259 моделей. Производство завершилось в 2022 году.

## Описание
Weltmeister EX6 Limited, представленный в 2019 году, имеет размеры 4851 × 1835 × 1724 мм, чем отличался от позже представленного EX6 Plus. Автомобиль оснащён электродвигателем BorgWarner мощностью 160 кВт (214 л. с.) и крутящим моментом 315 Н·м. Заявленный запас хода составлял 500 км.
Серийная версия Weltmeister EX6 Plus дебютировала в 2019 году в Гуанчжоу. В зависимости от варианта, запас хода варьировался от 408 до 505 км, а ценовой диапазон — от 239 900 до 289 900 юаней.
Всего выпускалось пять вариантов EX6, за исключением Founders: EX6 Plus 400 Arctic, EX6 Plus 500 Arctic, EX6 Plus Nex, EX6 Plus Pro и EX6 Plus 400. Версии EX6 Plus 400 Arctic и EX6 Plus 400 оснащены аккумулятором ёмкостью 54 кВт·ч с запасом хода 408 км по циклу NEDC. Версии EX6 Plus 500 Arctic и Founders оснащены аккумулятором ёмкостью 69 кВт·ч с запасом хода 505 км по циклу NEDC. Во всех вариантах применяются электродвигатели BorgWarner мощностью 160 кВт (215 л. с.) и крутящим моментом 315 Н⋅м.
Домашнее зарядное устройство мощностью 6,6 кВт и напряжением 220 В может полностью зарядить EX6 за 9—11,5 часов. От 30% до 80% автомобиль заряжается за 30 минут при использовании быстрых зарядных устройств постоянного тока мощностью 120 кВт.

## Галерея

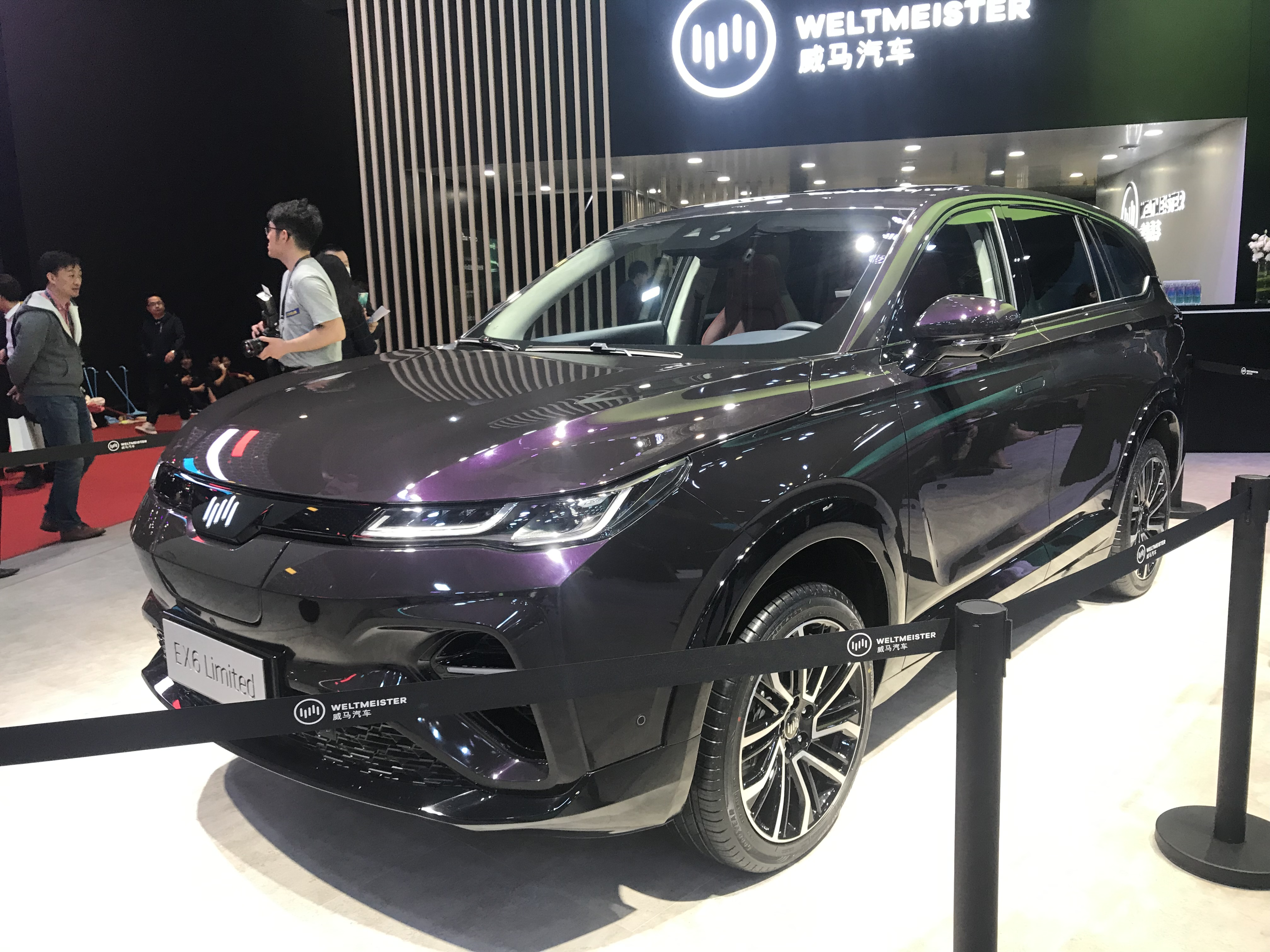
WM Motor EX6 Limited (вид спереди)
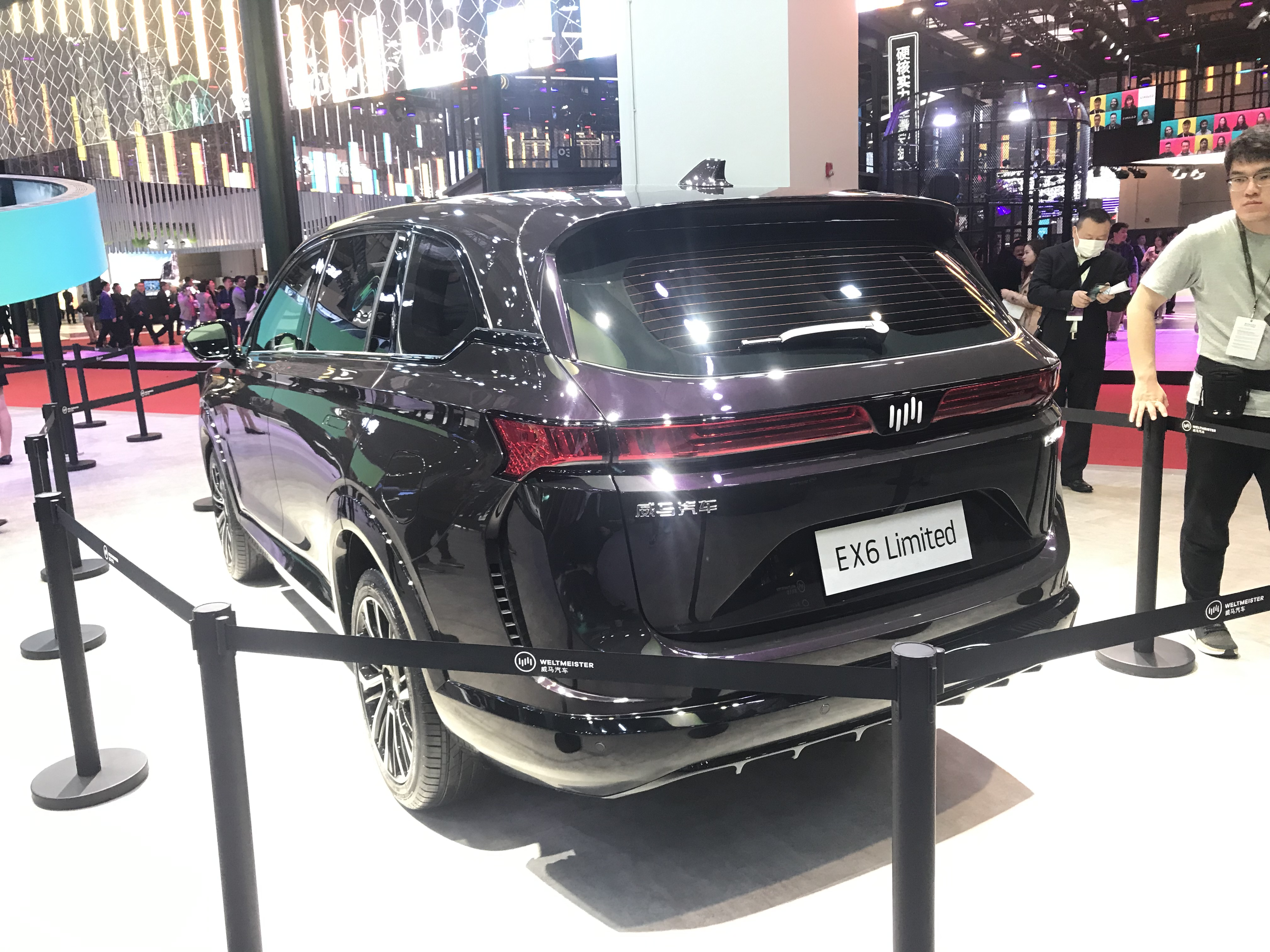
WM Motor EX6 Limited (вид сзади)
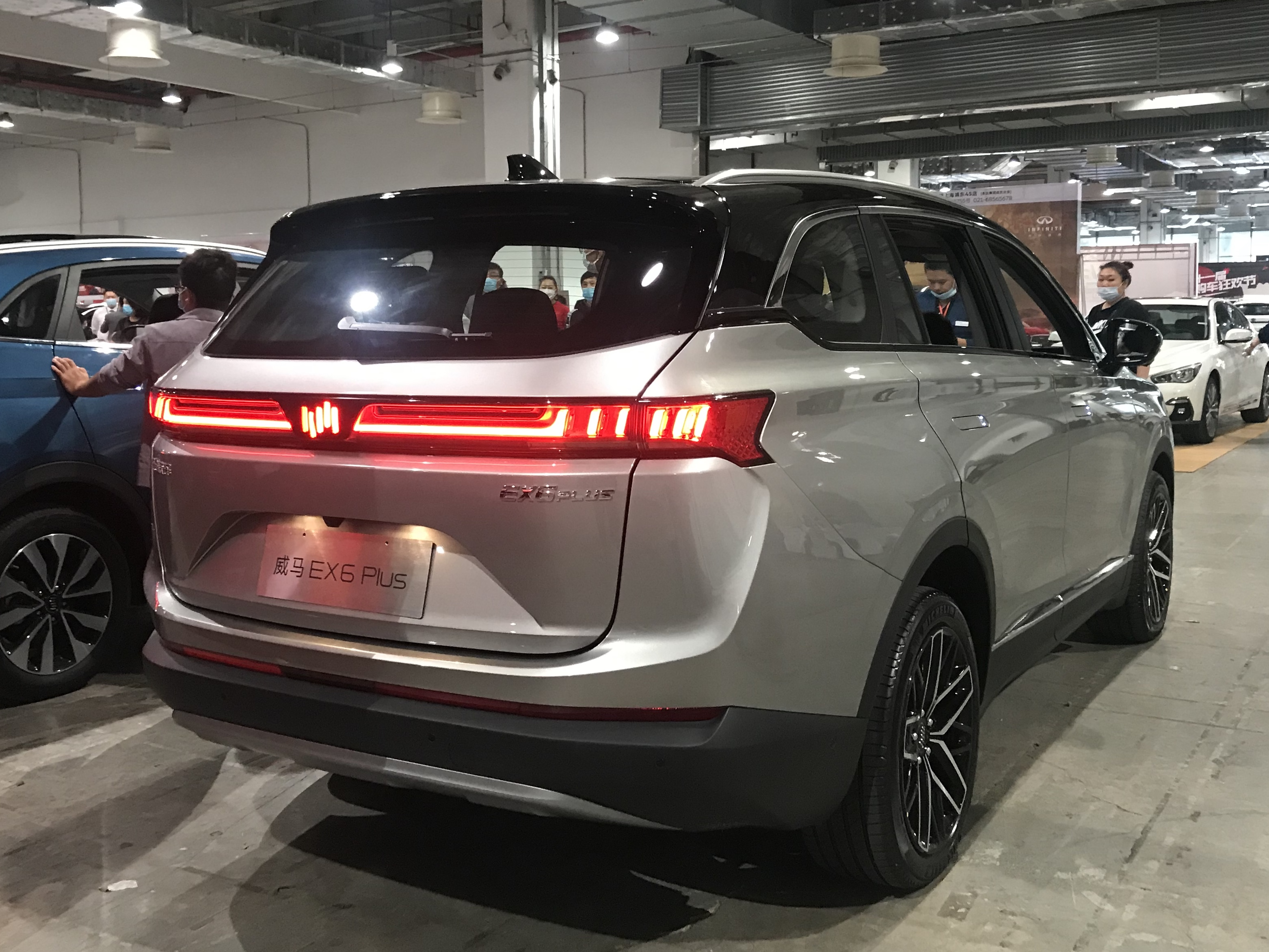
WM Motor EX6 Plus (вид сзади)